# Elaptus brevicornis
Elaptus brevicornis là một loài bọ cánh cứng trong họ Cerambycidae.